# Bannach
Bannach is een gemeente in de Braziliaanse deelstaat Pará. De gemeente telt 3.267 inwoners (schatting 2015).